# Amadorismo
Amadorismo é o desempenho de uma atividade por prazer/recreação e não visando à subsistência do praticante, não assumindo, nessa condição, compromissos com prestação de serviços públicos à sociedade.

## Amadorismo nos esportes

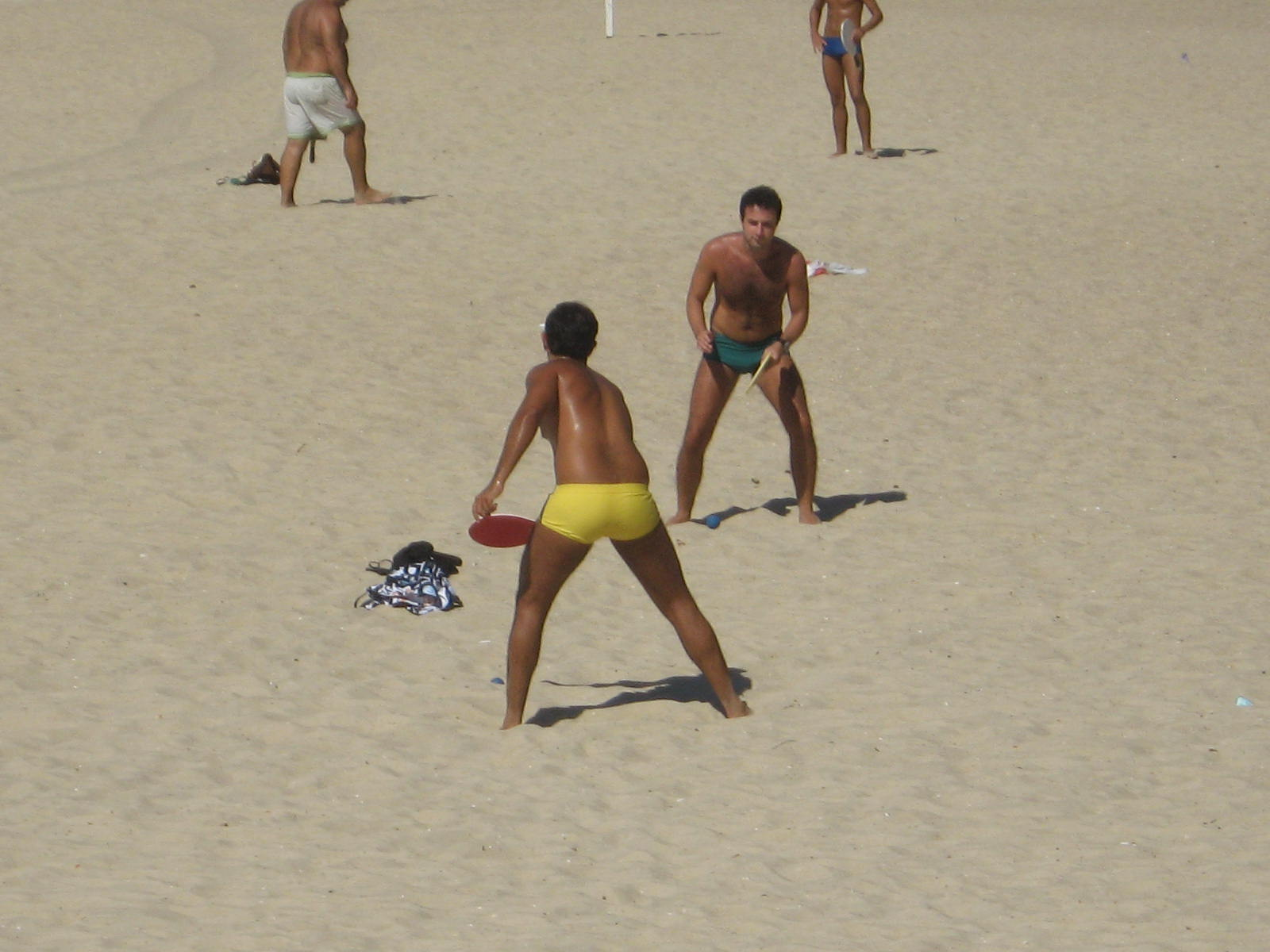
O frescobol é um exemplo de esporte amador

Grande parte dos esportistas inicia carreira jogando em ruas, quadras públicas e escolas, muitas vezes sem grandes ambições e objetivos de se tornarem profissionais. Sua entrada na carreira profissional começa a partir da visita de olheiros nestes lugares onde jogam. Estes "caçadores de taletos" assistem às partidas atentos ao possível talento de quem está em campo. Assim convidam o jogador a participar de equipes profissionais e campeonatos recebendo uma remuneração de um clube, ou federação esportiva, ou patrocínio, virando assim um atleta profissional. Que precisa alcançar um nível alto de habilidade e deve treinar em tempo integral, além de seguir uma dieta rigorosa.

## Amadorismo na mídia
Constantemente relacionado à mídia comunicativa como filmagens, fotografia e gravação de áudio, o amadorismo não conquista grande espaço em veículos de comunicação tradicionais como televisão e rádio. Sua utilização mais constante em mídia televisiva é em telejornais, que utilizam, muitas vezes, imagens captadas por cinegrafistas amadores para expor ao público alguns fatos. A Internet vem sendo um grande palco de amadores, com sites como o YouTube, que aposta em vídeos amadores para compor seu conteúdo, e blogues e fotologs que trazem, respectivamente, textos e fotografias amadores de fácil acesso.